# Abū Sinān
Abū Sinān (hebreiska: אבו סנן) är en ort i Israel.   Den ligger i distriktet Norra distriktet, i den norra delen av landet. Abū Sinān ligger 97 meter över havet och antalet invånare är 12 596.
Terrängen runt Abū Sinān är platt åt sydväst, men åt nordost är den kuperad.Runt Abū Sinān är det ganska tätbefolkat, med 90 invånare per kvadratkilometer. Närmaste större samhälle är Nahariya, 9,2 km nordväst om Abū Sinān. Trakten runt Abū Sinān består till största delen av jordbruksmark.